# Józef Trepiak
Józef Trepiak (ur. 14 sierpnia 1893 w Borzechowie, zm. 22 kwietnia 1940 w Katyniu) – kapitan administracji (piechoty) Wojska Polskiego, działacz niepodległościowy.

## Życiorys
Urodził się 14 sierpnia 1893 we wsi Borzechów, w ówczesnym powiecie lubelskim guberni lubelskiej, w rodzinie Jana (zm. 1943) i Anieli z Tumanów (zm. 1956) (Tomanów). Ukończył gimnazjum w Lublinie i 2 Kijowską Szkołę Wojskową (ros. 2-е Киевское Николаевское военное училище).
W czasie I wojny światowej służył w II Korpusie Polskim w Rosji, a później w 4 Dywizji Strzelców Polskich. W 1920, w czasie wojny z bolszewikami, walczył w szeregach 29 pułku piechoty na stanowisku dowódcy kompanii.
Po zakończeniu działań wojennych pozostał w wojsku jako oficer zawodowy i kontynuował służbę w 29 pp w Kaliszu. 3 maja 1922 został zweryfikowany w stopniu kapitana ze starszeństwem od 1 czerwca 1919 i 463. lokatą w korpusie oficerów piechoty. Od 1924 był przydzielony z macierzystego pułku do Korpusu Kadetów Nr 1 we Lwowie. Ukończył kursy w Szkole Podchorążych w Warszawie i w Centrum Wyszkolenia Piechoty w Rembertowie. 23 grudnia 1927 został przeniesiony do kadry oficerów piechoty z pozostawieniem na dotychczas zajmowanym stanowisku w Korpusie Kadetów Nr 1. W lipcu 1928 został przeniesiony do Korpusu Ochrony Pogranicza. Pełnił służbę w 22 batalionie granicznym w Trokach na stanowisku dowódcy kompanii granicznej „Landwarów” i „Lenin”. W marcu 1932 został przeniesiony z KOP do 29 pp, ale już w grudniu tego roku został przeniesiony do Dowództwa Okręgu Korpusu Nr VIII w Toruniu na stanowisko oficera ordynansowego. Po 5 czerwca 1935, w tym samym stopniu i starszeństwie, został przeniesiony do korpusu oficerów administracji, grupa administracyjna. W marcu 1939 pełnił służbę w Wydziale Mobilizacji i Uzupełnień Sztabu DOK VIII na stanowisku kierownika referatu.
20 września 1939 we Włodzimierzu dostał się do sowieckiej niewoli. Po trzech dniach marszu trafił do więzienia w Łucku. 26 września wyjechał koleją z Łucka, a po pięciu dniach przybył do Punktu Przyjęcia NKWD dla jeńców wojennych w Szepetówce. Następnie został wysłany koleją do Obozu jenieckiego NKWD w Putywlu, gdzie 14 października 1939 został ujęty w ewidencji obozowej. 3 listopada przybył do obozu NKWD w Kozielsku. 21 kwietnia 1940 został przekazany do dyspozycji naczelnika Zarządu NKWD Obwodu Smoleńskiego. 22 kwietnia 1940 został zamordowany w Katyniu i tam pogrzebany. Od 28 lipca 2000 spoczywa na Polskim Cmentarzu Wojennym w Katyniu.
Był żonaty z Antoniną z Korejwów, z którą miał córkę Halinę.
5 października 2007 minister obrony narodowej Aleksander Szczygło mianował go pośmiertnie na stopień majora. Awans został ogłoszony 9 listopada 2007, w Warszawie, w trakcie uroczystości „Katyń Pamiętamy – Uczcijmy Pamięć Bohaterów”.
Rodzice Józefa Trepiaka zostali pochowani na cmentarzu Powązkowskim w Warszawie (kwatera 132, rząd 4, miejsce 30). Jest to także jego grób symboliczny.

## Ordery i odznaczenia
- Krzyż Niepodległości – 29 grudnia 1933 „za pracę w dziele odzyskania niepodległości”[24][3][25]
- Krzyż Walecznych dwukrotnie[26][27]
- Srebrny Krzyż Zasługi[26][28]
- Medal Pamiątkowy za Wojnę 1918–1921
- Medal Dziesięciolecia Odzyskanej Niepodległości
- Krzyż Kampanii Wrześniowej – pośmiertnie 1 stycznia 1986[29]
- Medal Zwycięstwa[13]
- francuski Medal Pamiątkowy Wielkiej Wojny[6][30]